# Championnats d'Amérique du Sud d'athlétisme 2019
Navigation
Édition précédente Édition suivante
Les Championnats d’athlétisme d’Amérique du Sud 2019 (espagnol : Campeonato Sudamericano de Atletismo de 2019), 51e édition, se déroulent du 24 au 26 mai sur la nouvelle piste Mondo du Estadio Atlético de San Luis, à Lima, au Pérou. C’est la 9e fois qu’ils se déroulent dans cette ville.
Pour les athlètes, il s'agit de la dernière occasion pour se qualifier pour les Jeux panaméricains qui ont lieu au même endroit tandis que les vainqueurs seront qualifiés pour les Championnats du monde 2019 à Doha.

## Résultats

### Hommes
| Épreuves | Or                                                                                  | Argent                                                                                  | Bronze                                                                             |
| --- | ----------------------------------------------------------------------------------- | --------------------------------------------------------------------------------------- | ---------------------------------------------------------------------------------- |
| 100 m (Vent : - 0,9 m/s) | Rodrigo do Nascimento 10 s 28                                                       | Felipe dos Santos 10 s 43                                                               | Diego Palomeque 10 s 47                                                            |
| 200 m (Vent : - 0,7 m/s) | Bernardo Baloyes 20 s 42 (CR)                                                       | Rodrigo do Nascimento 20 s 63                                                           | Christopher Ortiz 20 s 98                                                          |
| 400 m | Anthony Zambrano 45 s 53                                                            | Lucas Carvalho 46 s 12                                                                  | Anderson Henriques 46 s 15                                                         |
| 800 m | Lucirio Garrido 1 min 46 s 27                                                       | Jelssin Robledo 1 min 47 s 31 (PB)                                                      | Marco Antonio Vilca 1 min 48 s 06                                                  |
| 1 500 m | Lucirio Garrido 3 min 55 s 04                                                       | Diego Javier Lacamoire 3 min 55 s 15                                                    | Carlos de Oliveira Santos 3 min 55 s 18                                            |
| 5 000 m | Altobeli da Silva 13 min 50 s 08 (CR)                                               | José Luis Rojas 13 min 53 s 11                                                          | Gerald Giraldo 14 min 15 s 76                                                      |
| 10 000 m | Bayron Piedra 28 min 48 s 15                                                        | José Mauricio González 29 min 48 s 74                                                   | Vidal Blasco 28 min 52 s 32 (NR)                                                   |
| 20 000 m marche (piste) | Jhon Alexander Castañeda 1 h 22 min 33 s 4 (temps manuel)                           | David Hurtado 1 h 23 min 39 s 7                                                         | Luis Campos 1 h 24 min 17 s 5                                                      |
| 110 m haies (Vent : - 0,8 m/s) | Gabriel Constantino 13 s 54                                                         | Jhon Chaverra 13 s 66                                                                   | Eduardo de Deus 13 s 69                                                            |
| 400 m haies | Alison dos Santos 49 s 88                                                           | Alfredo Sepúlveda 50 s 03                                                               | Guillermo Ruggeri 50 s 20                                                          |
| 3 000 m steeple | Carlos Andrés San Martín 8 min 36 s 37 (PB)                                         | Altobeli da Silva 8 min 51 s 59                                                         | Gerald Giraldo 8 min 51 s 97                                                       |
| 4 × 100 m | Venezuela Alberto Aguilar Abdel Kalil Alexis Nieves Rafael de Jesús Vázquez 39 s 56 | Brésil Erik Cardoso Gabriel Constantino Rodrigo do Nascimento Eduardo de Deus 39 s 91   | Colombie Jhonny Rentería Diego Palomeque Yilmar Herrera Bernardo Baloyes 39 s 94   |
| 4 × 400 m | Colombie Jhon Solís Diego Palomeque Kevin Mina Anthony Zambrano 3 min 4 s 04        | Brésil Lucas Carvalho Alison dos Santos Mahau Suguimati Anderson Henriques 3 min 4 s 13 | Chili Enzo Faulbaum Rafael Muñoz Alejandro Peirano Alfredo Sepúlveda 3 min 11 s 84 |
| Saut en hauteur | Alexander Bowen 2,21 m (NR)                                                         | Fernando Ferreira 2,21 m                                                                | Eure Yáñez 2,18 m                                                                  |
| Saut à la perche | Augusto Dutra de Oliveira 5,61 m                                                    | Thiago Braz da Silva 5,41 m                                                             | Germán Chiaraviglio 5,21 m                                                         |
| Saut en longueur | Emiliano Lasa 7,76 m (+ 0,0 m/s)                                                    | Paulo Sérgio Oliveira 7,71 m (+ 0,2 m/s)                                                | Raúl Mena 7,66 m (- 0,1 m/s)                                                       |
| Triple saut | Maximiliano Díaz 16,23 m (+ 0,4 m/s)                                                | Kauam Bento 16,18 m (+ 0,0 m/s)                                                         | Miguel van Assen 16,11 m (+ 0,0 m/s)                                               |
| Lancer du poids | Darlan Romani 21,00 m                                                               | Willian Dourado 19,09 m                                                                 | Germán Lauro 18,91 m                                                               |
| Lancer du disque | Mauricio Ortega 58,89 m                                                             | Douglas Júnior 56,70 m                                                                  | Claudio Romero 54,31 m                                                             |
| Lancer du marteau | Gabriel Kehr 75,79 m                                                                | Humberto Mansilla 73,00 m                                                               | Allan Wolski 72,51 m                                                               |
| Lancer du javelot | Jaime Dayron Márquez 78,00 m                                                        | Francisco Muse 75,97 m                                                                  | Arley Ibargüen 74,57 m                                                             |
| Décathlon | Georni Jaramillo 7 784 pts                                                          | Gerson Izaguirre 7 302 pts                                                              | Sergio Pandiani 7 226 pts                                                          |
| Records et Performances - AR : Record continental (area record) - CR : Record des championnats (championship record) - MR : Record du meeting (meet record) - NR : Record national (national record) - OR : Record olympique (olympic record) - PR : Record paralympique (paralympic record) - PB : Record personnel (personal best) - SB : Meilleure performance personnelle de la saison (season's best) - WL : Meilleure performance mondiale de l'année (world leader) - WJR : Record du monde junior (world junior record) - WR : Record du monde (world record) Circonstances et Conditions - DNF : N'a pas terminé (did not finish) - DNS : N'a pas pris le départ (did not start) - DQ : Disqualification (disqualification) - NM : Aucun essai valable enregistré (No Mark) - Q : Qualifié « directement » au prochain tour (ou à la prochaine compétition), lors d'une compétition majeure, grâce au classement ou à la réalisation des minima (automatic qualifier) - q : Qualifié au prochain tour (ou à la prochaine compétition), lors d'une compétition majeure, grâce au repêchage ou à la réalisation de l'une des meilleures performances parmi celles des « non qualifiés directement » (grâce au meilleur temps ou à la meilleure distance par exemple) (secondary qualifier) |                                                                                     |                                                                                         |                                                                                    |

### Femmes
| Épreuves | Or                                                                                 | Argent                                                                             | Bronze                                                                                      |
| --- | ---------------------------------------------------------------------------------- | ---------------------------------------------------------------------------------- | ------------------------------------------------------------------------------------------- |
| 100 m (Vent : + 0,6 m/s) | Vitória Cristina Rosa 11 s 24                                                      | Andrea Purica 11 s 32                                                              | Gabriela Suárez 11 s 67                                                                     |
| 200 m (Vent : + 0,8 m/s) | Vitória Cristina Rosa 22 s 90                                                      | Andrea Purica 23 s 37                                                              | Gabriela Suárez 23 s 65                                                                     |
| 400 m | Tiffani Marinho 52 s 81                                                            | Lina Licona 53 s 18                                                                | Noelia Martínez 53 s 47                                                                     |
| 800 m | Déborah Rodríguez 2 min 2 s 68                                                     | Andrea Calderón 2 min 5 s 49                                                       | Johana Arrieta 2 min 5 s 91                                                                 |
| 1 500 m | María Pía Fernández 4 min 27 s 44                                                  | Mariana Borelli 4 min 27 s 83                                                      | July da Silva 4 min 27 s 93                                                                 |
| 5 000 m | Florencia Borelli 15 min 42 s 60 (NR)                                              | Carolina Tabares 15 min 46 s 04                                                    | Luz Mery Rojas 15 min 46 s 27                                                               |
| 10 000 m | Carolina Tabares 33 min 36 s 77                                                    | Tatiele de Carvalho 33 min 40 s 76                                                 | Muriel Coneo 33 min 43 s 00                                                                 |
| 20 000 m marche (piste) | Karla Jaramillo 1 h 30 min 52 s 0 (AR, CR)                                         | Ángela Castro 1 h 32 min 35 s 9                                                    | Leyde Guerra 1 h 33 min 40 s 0                                                              |
| 110 m haies (Vent : - 0,1 m/s) | Génesis Romero 13 s 29                                                             | Eliecith Palacios 13 s 49                                                          | Adelly Santos 13 s 64                                                                       |
| 400 m haies | Melissa González 55 s 73 (CR)                                                      | Gianna Woodruff 56 s 76                                                            | Fiorella Chiappe 57 s 03                                                                    |
| 3 000 m steeple | Tatiane Raquel da Silva 9 min 45 s 52 (CR)                                         | Belén Casetta 10 min 4 s 54                                                        | Simone Ferraz 10 min 5 s 88                                                                 |
| 4 × 100 m | Brésil Anny de Bassi Ana Azevedo Bruna Farias Andressa Fidelis 44 s 70             | Colombie Melissa González Jennifer Padilla Eliana Chávez Eliecith Palacios 44 s 97 | Argentine Florencia Lamboglia Noelia Martínez María Sánchez María Victoría Woodward 45 s 65 |
| 4 × 400 m | Colombie Lina Licona Melissa González Eliana Chávez Jennifer Padilla 3 min 32 s 81 | Brésil Ana Azevedo Marlene Santos Alessandra Silva Tiffani Marinho 3 min 35 s 29   | Argentine María Ayelén Diogo Fiorella Chiappe Valeria Baron Noelia Martínez 3 min 36 s 76   |
| Saut en hauteur | María Fernanda Murillo 1,90 m                                                      | Valdileia Martins 1,80 m                                                           | Eloisa Páez 1,75 m Monique Varmeling 1,75 m                                                 |
| Saut à la perche | Robeilys Peinado 4,56 m                                                            | Katherin Castillo 4,11 m                                                           | Juliana Campos 3,91 m                                                                       |
| Saut en longueur | Eliane Martins 6,71 m                                                              | Keila Costa 6,38 m                                                                 | Macarena Reyes 6,36 m                                                                       |
| Triple saut | Yosiris Urrutia 13,85 m                                                            | Liuba Zaldivar 13,45 m                                                             | Gabriele dos Santos 13,30 m                                                                 |
| Lancer du poids | Ahymara Espinoza 17,44 m                                                           | Geisa Arcanjo 17,16 m                                                              | Ángela Rivas 17,10 m                                                                        |
| Lancer du disque | Andressa de Morais 62,42 m                                                         | Fernanda Martins 60,87 m                                                           | Ailen Armada 56,55 m                                                                        |
| Lancer du marteau | Mariana Marcelino 66,78 m                                                          | Rosa Rodríguez 66,45 m                                                             | Jennifer Dahlgren 65,06 m                                                                   |
| Lancer du javelot | Laila Domingos 57,79 m                                                             | María Lucelly Murillo 57,24 m                                                      | Flor Ruiz 56,07 m                                                                           |
| Heptathlon | Luisairys Toledo 5 989 pts (CR, NR)                                                | Vanessa Chefer 5 823 pts                                                           | Martha Araújo 5 708 pts                                                                     |
| Records et Performances - AR : Record continental (area record) - CR : Record des championnats (championship record) - MR : Record du meeting (meet record) - NR : Record national (national record) - OR : Record olympique (olympic record) - PR : Record paralympique (paralympic record) - PB : Record personnel (personal best) - SB : Meilleure performance personnelle de la saison (season's best) - WL : Meilleure performance mondiale de l'année (world leader) - WJR : Record du monde junior (world junior record) - WR : Record du monde (world record) Circonstances et Conditions - DNF : N'a pas terminé (did not finish) - DNS : N'a pas pris le départ (did not start) - DQ : Disqualification (disqualification) - NM : Aucun essai valable enregistré (No Mark) - Q : Qualifié « directement » au prochain tour (ou à la prochaine compétition), lors d'une compétition majeure, grâce au classement ou à la réalisation des minima (automatic qualifier) - q : Qualifié au prochain tour (ou à la prochaine compétition), lors d'une compétition majeure, grâce au repêchage ou à la réalisation de l'une des meilleures performances parmi celles des « non qualifiés directement » (grâce au meilleur temps ou à la meilleure distance par exemple) (secondary qualifier) |                                                                                    |                                                                                    |                                                                                             |